# Золушка 4×4. Всё начинается с желаний
«Золушка 4×4. Всё начинается с желаний» — российский фильм 2008 года. В 2008 году фильм получил диплом конкурса «Киномалышок» на XVII Открытом фестивале кино стран СНГ, Латвии, Литвы и Эстонии «Киношок».

## Сюжет
Даша учится в восьмом классе. Она самая обычная девочка, у неё нет мамы, она живёт с отцом и младшей сестрой Ульяной. Отец работает автослесарем и общается со взбалмошными клиентками, а Даше приходится заботиться о своей сестре, в чём ей иногда помогает пожилой сосед Павел.
Даша любит помечтать. Она представляет, что живёт в сказке, а люди вокруг неё — её персонажи сказки. Однажды, замечтавшись и рассказывая на ночь сказку сестре, она представила себе всё столь отчётливо, что сказка «ожила»: Даша стала Золушкой, а Ульяна — Дюймовочкой. Обе девочки живут в Гараже, в котором много железа, где все чумазые, взъерошенные, одеты в кожу и ездят на автомобилях, а Гаражом правит Король, ненавидящий зеркала и пользующийся ноутбуком. Пока была жива мама Золушки, всё было хорошо — в Гараже мирно жил Соловей-Разбойник, а Крот вёл бухгалтерию и проверял качество бензина. Но мама умерла, а папа женился снова и привёл домой злую Мачеху и её вредных и злых дочерей, которые ездят на вечно ломающемся автомобиле, смеются над Золушкой и эксплуатируют её. Вдобавок Король решил, что пора образумить своего сынка, то есть женить его. Он решил устроить Бал, то есть Большие Королевские Гонки, в котором должны участвовать все незамужние девушки Королевства, и разослал всем письма через Mail.ru.
Все уехали на Гонки, бросив Золушку одну. Но пришла крёстная Фея, наколдовав Золушке большой Джип и Платье Чемпионов — видавший виды белый комбинезон. На Гонки Золушка прибыла в стильном комбинезоне с ярким макияжем и одержала победу. Однако время действия колдовства истекло, и Золушка сбежала с Гонок, потеряв серебряную запаску. Незнакомку-победительницу безуспешно ищут (в том числе в интернет-поисковике) и наконец решают искать её по запаске — к какой машине подойдёт. В итоге Золушку находят, но нет чувств между Принцем и Золушкой, и они не желают соединяться.
Кончился сон Даши, и она вдруг обнаруживает, что мир вокруг неё не столь уж плох, а Маленький Принц пришёл к ней в реальности.

## В ролях
| Актёр               | Роль                                    |
| ------------------- | --------------------------------------- |
| Дарья Мельникова    | Даша / Золушка                          |
| Пётр Меркурьев      | Отец Золушки                            |
| Ульяна Иващенко     | Ульяна / Дюймовочка                     |
| Александр Головин   | Маленький Принц                         |
| Владимир Турчинский | Заколдованный Принц                     |
| Людмила Артемьева   | Фея                                     |
| Дмитрий Филимонов   | дядя Паша, сосед / Паж                  |
| Василий Ливанов     | Крот (озвучивание)                      |
| Аршак Оганян        | Король (озвучивает Никита Прозоровский) |
| Инна Королёва       | Судья                                   |
| Оксана Сташенко     | Мачеха                                  |
| Екатерина Юдина     | Старшая сестра Анна                     |
| Наталия Рева        | Младшая сестра Марианна                 |
| Олег Акулич         | Шут                                     |